# A Toronto Arenas játékosainak listája
A Toronto Arenas egy jégkorong csapat volt a National Hockey League-ben az 1918–1919-es szezonban. Az alábbi lista azokat a játékosokat sorolja fel, akik legalább egy mérkőzésen jégre lépte a csapat színeiben.

## A játékosok
- Jack Adams
- Art Brooks
- Harry Cameron
- Jack Coughlin
- Rusty Crawford
- Corb Denneny
- Sammy Hebert
- Hap Holmes
- Paul Jacobs
- Bert Lindsay
- Jack Marks
- Harry Meeking
- Harry Mummery
- Reg Noble
- Ken Randall
- Dave Ritchie
- Alf Skinner